# Joe (album de Joe Dassin)
Pour les articles homonymes, voir Joe.
Albums de Joe Dassin
Joe Dassin (Elle était... Oh !)
(1971) 13 chansons nouvelles
(1973)
Singles
1. Taka takata (La Femme du toréro) / Le Cheval de fer
Sortie : 1972
2. La Complainte de l'heure de pointe (À vélo dans Paris) / Un peu de paradis
Sortie : 1972
3. S'aimer sous la pluie / C'est ma tournée
Sortie : 1973
4. Le Moustique / C'est ma tournée
Sortie : 1973
5. Salut les amoureux / S'aimer sous la pluie
Sortie : 1973

Joe est le 6e album studio français du chanteur Joe Dassin. Il est sorti en 1972.

## Liste des chansons de l'album
| 1. | Le Moustique (The Mosquito)              | John Densmore, Ray Manzarek, Robby Krieger         | 2:18 |
| 2. | Salut les amoureux (City of New Orleans) | Steve Goodman, Arlo Guthrie                        | 4:00 |
| 3. | Ma nana                                  | Pierre Delanoë, Joe Dassin                         | 2:25 |
| 4. | Vaya-na-cumana                           | Jeff Barry - B. Blum                               | 3:00 |
| 5. | C'est ma tournée                         | Richelle Dassin, Claude Lemesle et Daniel Vangarde | 3:10 |
| 6. | S'aimer sous la pluie                    | Pierre Delanoë, Joe Dassin                         | 3:00 |

| 7.  | La Complainte de l'heure de pointe (À vélo dans Paris) | Chris Juwens - Leon Deane                 | 2:00 |
| 8.  | Un peu de paradis                                      | Claude Lemesle, Daniel Seff, Richard Seff | 2:18 |
| 9.  | Louisiana                                              | Mat Camison                               | 2:45 |
| 10. | Julie, Julie                                           | Pierre Delanoë, Joe Dassin                | 2:12 |
| 11. | Le Roi du blues                                        | Pierre Delanoë, Joe Dassin                | 3:03 |
| 12. | Taka takata (La Femme du toréro)                       | Al Verlane                                | 3:03 |